# كارثة مياه بوسطن 2010
كارثة مياه بوسطن (بالإنجليزية: 2010 Boston water emergency)‏ ، وقعت حالة طوارئ المياه في بوسطن في 1 مايو 2010، عندما انكسر أنبوب مياه في ويستون بولاية ماساتشوستس وبدأ في التدفق على نهر تشارلز مما أدى إلى ظروف غير صحية للمياه في منطقة بوسطن الكبرى ، أدى ذلك إلى إعلان الحاكم ديفال باتريك عن حالة الطوارئ وأمر السكان بغليان مياه الشرب قبل استخدامها، في 2 مايو تم ايقاف التسرب، وفي 4 مايو وقع الرئيس باراك اوباما على إعلان طارئ عن الكوارث يقدم مساعدة فيدرالية، وأذن لوزارة الأمن الداخلي والوكالة الفيدرالية لإدارة الطوارئ بتنسيق جهود الإغاثة في حالات الكوارث مع ماساتشوستس.
وصف فريدريك لاسكي المدير التنفيذي لـ MWRA الكسر بأنه «كارثي» و«أسوأ كابوس في صناعة المياه».

## التسلسل الزمني
في حوالي الساعة 10 من صباح 1 مايو، تمزق طوق يربط بين قسمين من الأنابيب بعرض 10 أقدام (3 أمتار) في ويستون، ماساتشوستس، مما أدى إلى انقطاع الاتصال بين نفق ميترويست لتوفير المياه ونفق المدينة.
مع انقطاع إمدادات المياه، تم توجيه نظام احتياطي إمدادات المياه في حالات الطوارئ من الأحواض المحيطة إلى مصدر المياه الرئيسي.
ساء التمزق مع تقدم فترة ما بعد الظهر، مما أدى في نهاية المطاف إلى فقدان إمكانية الحصول على المياه النظيفة من خزانين كبين وواتشوسيت لحوالي مليوني شخص في 31 مدينة وبلدة، بما في ذلك بوسطن. في ذروة الانسكاب، دخل ما يقرب من 8 ملايين غالون أمريكي (30,000 متر مكعب) من المياه في الساعة نهر تشارلز. بحلول المساء، قامت هيئة موارد المياه في ماساتشوستس بتنشيط نظام المياه الاحتياطية، الذي كان يسحب المياه من خزان تشستنت هيل، وخزان سبوت بوند. قام سد سودبيري بتوفير المياه الإضافية لخزان تشستنت هيل من خزان سودبوري وخزان فرامينغهام (ماساتشوستس). نظرًا لعدم معالجة المياه من هذه الخزانات السطحية القديمة، أصدرت وزارة الموارد المائية إنذار غلي الماء للمجتمعات المتأثرة.
أصدرت هيئة موارد المياه في ولاية ماساتشوستس (MWRA) إشعارًا طارئًا بشأن المياه لمنطقة بوسطن. مما أدي إلي أصدار الحاكم ديفال باتريك حالة الطوارئ وإنذار غلي الماء لبوسطن وعشرات المجتمعات المحيطة، والتي أثرت على ما يقرب من مليوني شخص.
باعت المتاجر المحلية بسرعة إمداداتها من المياه المعبأة في زجاجات، وتم إرسال الحرس الوطني في ماساتشوستس لتوصيل المزيد من المياه المعبأة في زجاجات. طلبت حكومة الولاية أيضًا من موردي المياه المعبأة في زجاجات زيادة شحناتهم إلى المنطقة. تم إغلاق العديد من المقاهي مثل ستاربكس ودانكن دونتس التي كانت تعتمد على المياه البلدية لإنتاج القهوة أو أجبرت على العمل بوظائف محدودة.
بحلول 2 مايو، بدأ العمال في إجراء إصلاحات على الأنابيب، وقد أبلغ مسؤولو وزارة المياه والكهرباء عن ضغط مائي ثابت في ليلة 2 مايو.
صرح الخبراء والمسؤولون المرتبطون بوزارة الموارد المائية واللاجئين الذين قابلتهم المراسلات أن أمر غلي الماء كان ضروريًا لأن الخزانات الاحتياطية لم يتم علاجها ولم تخضع للمراقبة من قبل الثقافات البكتيرية التي تستغرق عدة أيام للتشغيل.
في 4 (مايو) 2010، في الساعة الثالثة صباحًا، أعلنت هيئة موارد المياه في ولاية ماساتشوستس أن الحاكم باتريك قد رفع انذار غلي الماء لجميع المجتمعات المتأثرة، باستثناء واحدة، سوجس. في مؤتمر صحفي في وقت لاحق من صباح ذلك اليوم، صرح باتريك أن الاختبارات طهرت المياه منذ ذلك الحين في سوجس ايضاً.
أشارت نتائج الاختبار إلى أن مستويات البكتيريا في إمدادات الطوارئ لم تكن غير نمطية ليوم عادي. إذا كان هذا معروفًا مسبقًا، فلن يكون أمر غليان الماء ضروريًا. لم يتم الإبلاغ عن أي آثار صحية للفئات الضعيفة، مثل الرضع، والنساء الحوامل، والذين يعانون من ضعف الجهاز المناعي، في المصادر الثانوية خلال هذا الحدث.
وجد التحقيق الذي أعقب الحادث أن الكسر كان ناجماً عن فشل مسامير الربط. تبين من فحص البراغي وشظايا البراغي التي تم استردادها أن البراغي كانت سيئة التصنيع وحجمها بشكل غير صحيح للحمل.

## المجتمعات المتأثرة
- ينثروب
- ونشستر
- ووترتاون
- ويكفيلد
- التهام
- سوامبكوت
- ستونهج
- سومرفيل
- ريفير
- ريدنغ
- كوينسي
- نوروود
- نانت
- نيوتن
- ميلتون
- ميلروز
- ميدفورد
- ماربليهيد
- مالدن
- لينفيلد
- دبليو دي ليكسينغتون
- قاعدة هانسكوم الجوية
- ايفرت
- تشيلسي
- إقليم بروكلين
- برايتون
- بوسطن
- بلمونت
- أرلينغتون
- ألستون